# 1957 no Brasil
Esta é uma cronologia dos fatos acontecimentos de ano 1957 no Brasil.

## Incumbentes
- Presidente do Brasil -  Juscelino Kubitschek (31 de janeiro de 1956 - 31 de janeiro de 1961)

## Eventos
- Inicia a construção da Usina Hidrelétrica de Três Marias, no norte de Minas Gerais.
- Fevereiro - Iniciada a construção de Brasília, nova capital federal do Brasil.
- 16 de março: A Rede Ferroviária Federal, uma empresa pública responsável pela operação das 19 ferrovias unificadas, é criada pela lei federal n° 3.115.[1][2]
- 7 de abril: Desastre aéreo de Bagé. Uma aeronave da Varig cai nas proximidades do aeroporto de Bagé, no Rio Grande do Sul após sofrer um incêndio a bordo. No acidente morreriam todos os 40 ocupantes da aeronave.[3][4]
- 10 de abril: Queda do DC-3 PP-ANX. Após sofrer uma pane um dos seus motores, um Douglas DC-3 da Real bate na encosta do Pico do Papagaio na Ilha Anchieta.[5]
- 7 de julho: Pelé estreia na Seleção Brasileira de Futebol, aos 16 anos, e marca um dos gols da partida da Copa Rocca contra a Argentina, no Maracanã.[6]
- 1 de outubro: Presidente Juscelino Kubitschek sanciona a lei que fixa a data da mudança da nova capital federal para Brasília.[7]
- 4 de novembro: Um ataque extraterrestre a duas sentinelas no Forte de Itaipu acontece em Praia Grande, no estado de São Paulo.[8]

## Nascimentos
- 11 de janeiro: Reinaldo, ex-futebolista.
- 21 de maio: Ana Maria Rangel, cientista política.

## Mortes
- 30 de junho: José Rodrigues Leite e Oiticica, anarquista, professor e filólogo (n. 1882).
- 4 de agosto: Washington Luis, 13° presidente do Brasil (n. 1869).